# Hyliota
Hyliotidae
Famille
Genre
Hyliota, unique représentant de la famille des Hyliotidae (ou hyliotidés en français), est un genre de passereaux communément appelés hyliotes.

## Liste des espèces et sous-espèces
Selon la classification de référence du Congrès ornithologique international (version 11.1, 2021) :
- Hyliota flavigaster Swainson, 1837 – Hyliote à ventre jaune[2]
  - sous-espèce Hyliota flavigaster flavigaster Swainson, 1837
  - sous-espèce Hyliota flavigaster barbozae Hartlaub, 1883
- Hyliota australis Shelley, 1882 – Hyliote australe[2]
  - sous-espèce Hyliota australis slatini Sassi, 1914
  - sous-espèce Hyliota australis inornata Vincent, 1933
  - sous-espèce Hyliota australis australis Shelley, 1882
- Hyliota usambara Sclater, WL, 1932 – Hyliote des Usambara
- Hyliota violacea Verreaux, J & Verreaux, É, 1851 – Hyliote à dos violet[2]
  - sous-espèce Hyliota violacea nehrkorni Hartlaub, 1892
  - sous-espèce Hyliota violacea violacea Verreaux, J & Verreaux, É, 1851